# مصعب بن عبد الرحمن بن عوف
مصعب بن عبد الرحمن بن عوف تابعي وأحد رواة الحديث النبوي ، اسمه مصعب بن عبد الرحمن بن عوف بن عبد عوف بن عبد الحارث بن زهرة بن كلاب بن مرة بن كعب بن لؤي بن غالب بن فهر بن مالك بن النضر وأمه أم حريث من سبي بهراء من قضاعة، وكان مصعب ثقة قليل الحديث، توفي سنة 64 هـ.

## مع ابن الزبير
روى محمد بن عبد الله بن عبيد بن عمير عن عمرو بن دينار قال : لحق مصعب بن عبد الرحمن بن عوف بعبد الله بن الزبير فلم يزل معه فلما قدم عمرو بن الزبير مكة يريد قتال عبد الله بن الزبير وجه عبد الله بن الزبير مصعب بن عبد الرحمن إليه في جمع فتفرق أصحابه عنه وأسر أسرا وذاك أنّه هرب فدخل دار ابن علقمة فغلقها عليه فأحاط به مصعب بن عبد الرحمن .
وروى شرحبيل بن أبي عون عن أبيه قال : كنا نعرف قتلى مصعب بن عبد الرحمن من قتلى غيره بشحوه ، ولقد رأيت هذا الموطن الذي قام فيه ابن مسعدة الفزاري وهو يقاتل يومئذ فلما انصرفوا عددت القتلى من أهل الشام فوجدت أربعة عشر قتيلا قتل منهم مصعب بن عبد الرحمن سبعة نفر نعرفهم بالشحو وشحوه وثبه . وروى مسلمة بن عبد الله بن عروة عن أبيه قال : لقد قتل ابن الزبير وأصحابه من أصحاب الحصين بن نمير عددا كثيرا ولكن ساعة يقتل منهم إنسان يوارى فلا يرى لهم قتيل ثمّ يقول : لقد برز مصعب بن عبد الرحمن يوما كانت الدولة فيه لابن الزبير فقتل بيده خمسة ثم رجع وإن سيفه لمنحن ثم قال أبي: ما كانت من مصعب إلّا ضربة واحدة ففيها اليتم .
ولما ولي مروان بن الحكم في خلافة معاوية في المرة الثانية استعمل مصعب بن عبد الرحمن بن عوف على شرطه وولّاه قضاءه بالمدينة وكان شديدا على المريب وكان ولاة المدينة هم الذين يختارون القضاة ويولونهم . وروى شرحبيل بن أبي عون عن أبيه قال : لما أصاب الحجر خد المسور وصدغه الأيسر غشي عليه فاحتملناه ، وجاء الخبر ابن الزبير فأقبل يعدو إلينا فكان فيمن حمله وأدركنا مصعب بن عبد الرحمن بن عوف وعبيد بن عمير ثمّ مات فولوه ودفنوه.